# Чаяч'є (Новосибірська область)
Чаяч'є (рос. Чаячье) — присілок у Чистоозерному районі Новосибірської області Російської Федерації.
Входить до складу муніципального утворення Єлизаветінська сільрада. Населення становить 64 особи (2010).

## Історія
Згідно із законом від 2 червня 2004 року органом місцевого самоврядування є Єлизаветінська сільрада.

## Населення
| 2002 | 2007 | 2010 |
| ---- | ---- | ---- |
| 96   | ↗97  | ↘64  |